# Microtus kikuchii
Microtus kikuchii é uma espécie de roedor da família Cricetidae.
Apenas pode ser encontrada na Taiwan.